# Biodynamik
Biodynamik, Biodynamische Psychologie oder Biodynamische Psychotherapie ist eine von Gerda Boyesen entwickelte Methode der Körperpsychotherapie. In ihren theoretischen Grundlagen bezieht sie sich auf Sigmund Freud sowie den Weiterentwicklungen durch Wilhelm Reich und Carl Gustav Jung. Als ihre klinisch-praktischen Wurzelns gelten die Vegetotherapie nach Wilhelm Reich und die Physiotherapie Aadel Bülow-Hansens.
Ziel der Biodynamischen Psychotherapie ist es, durch eine verbesserte Körper- und Gefühlswahrnehmung Selbstheilungprozesse zu fördern, neurotische Haltungen und Muster aufzulösen und zur Veränderung der Lebenshaltung beitragen.

## Theoretische Hintergründe
In ihren theoretischen Grundlagen bezieht die Biodynamik sich auf die Libidotheorie Sigmund Freuds, auf Wilhelm Reich sowie auf Auffassungen von Carl Gustav Jung wie der Charakteranalyse. Als Biodynamische Psychologie vertritt sie eine ganzheitliche Auffassung des Zusammenwirkens von Soma und Psyche. Über die Ansätze der Psychosomatik hinausgehend wird die Annahme vertreten, dass Gefühle verkörpert werden, wie dies auch im kognitionspsychologischen Konzept vom Embodiment vertreten wird.
Mit therapeutischen Interventionen in Form von Berührung, Arbeit mit Bildmaterial und Gesprächen wird versucht, die aus alten Erfahrungen heraus blockierte Lebensenergie wieder ins Fließen zu bringen. Aus Sicht der Biodynamik werden in muskulären Verspannungen, im Bindegewebe oder auf der Knochenhautebene Gefühle gehalten, die nicht zum Ausdruck kommen durften. Sie sollen behutsam unter Respektierung des Widerstands gelöst und entweder „ausgedrückt“ oder „verdaut“ werden. Während der Weg der Ausdrucksfindung auch in anderen Körperpsychotherapien und den Künstlerischen Therapien umgesetzt wird, ist die diesen Weg ergänzende Theorie der „Psychoperistaltik“ eine Besonderheit der Biodynamik, bei dem die nach außen gerichtete Ausdrucksbildung durch eine vegetative Entladung ergänzt wird. „Physiologische Träger dieses Vorgangs sind besonders die Zellwände und Membranen des Verdauungssystems, in denen entsprechende Flüssigkeitsverschiebungen stattfinden. Zur Wiedererlangung einer inneren Homöostase wird der erhöhte Flüssigkeitsdruck in den Eingeweiden durch eine intensivierte, peristaltische Tätigkeit entladen.“

## Praxis und Methoden
Die therapeutisch initiierte Ausdrucksbildung kann durch Regressionsprozesse hindurchgehen, in denen die meist frühkindlichen Erlebnisse erneut durchlebt und bislang Unausgedrücktes schließlich herausgelassen wird. Wobei sich die Beschreibung von dem Nicht-zum-Ausdruck-kommen-Gedurften nicht auf objektiv messbare Kriterien bezieht, sondern auf die vom Klienten erlebte Situation. Je nach Regressionstiefe sind dies in der Regel Situationen in der Kindheit, in denen sich der Klient gegenüber seinen Eltern machtlos fühlte und aus Angst vor Strafe oder aus dem Wunsch nach Anerkennung heraus seine Impulse unterdrückte. Der Begriff Lebensenergie bezieht sich auf die Kraft, die aus dem Es zum Ausdruck dieser Gefühle und Handlungsimpulse drängt.
Da diese Arbeit am Körper zunächst auch ohne Sprache erfolgen kann, eignet sie sich zur Behandlung von Störungen, die vor einem sprachlichen Bewusstsein aufgetreten sind wie Konflikte, die im ersten Lebensjahr entstanden sind, in dem der Klient seine Welt noch nicht in Worten verstanden und erfasst hatte. Ein Bewusstsein über fehlenden Körperkontakt oder Sicherheit in dieser Phase ist nach Auffassung der Biodynamik als Gefühl vorhanden und kann vielfach vom Klienten nicht als Bedürfnis verbal ausgedrückt werden. In der Arbeit am Körper sollen über das so genannte Re-Parenting bzw. Nachnähren solche Störungen bearbeitet werden. Neben der Körperarbeit sind tiefenpsychologische Gespräche und emotionales Durcharbeiten wichtige Bestandteile der Arbeit.
Das methodische Vorgehen in der biodynamischen Therapie lässt sich in drei ineinandergreifenden Verfahren gliedern: biodynamische Massage, charakteranalytische Vegetotherapie und organische Psychotherapie.

### Biodynamische Massage
Die angewandten Massagemethoden sind auf die Lockerung der Muskel-, Bindegewebs- und Eingeweide-Panzerung ausgerichtet. In der diagnostischen Phase wird erkundet, ob das psychophysische Gleichgewicht in Richtung einer Erstarrung oder einer Übererregung gestört ist. Davon ausgehend werden gezielt mobilisierende und lösende oder harmonisierende und Grenzen bestätigende Massagen angewandt. Im Zwischenbereich der beiden Polaritäten geht es um die Vertiefung und Erweiterung des vorhandenen lebendig-dynamischen Gleichgewichts. Der Massageprozess wird durch die Beobachtung der Reaktion der Peristaltik im Sinne eines Biofeedbacks begleitet, die mit Hilfe eines Stetoskops abgehört wird.
Die Biodynamischen Massage ist zu unterscheiden von der Biodynamische Craniosacraltherapie sowie von der Biodynamischen Osteopathie.

### Vegetotherapie
Vegetotherapie ist ein von Wilhelm Reich begründetes körpertherapeutisches Verfahren. In Abgrenzung zur verbalen Psychoanalyse bei Freud entwickelte Reich dieses Verfahren mit der Vorstellung, die psychischen Symptome nicht durch eine verbale Deutung aufzulösen, sondern ihnen mittels einer gezielten Körperarbeit, die auf die Abfuhr von Sexualenergie ausgerichtet ist, die energetische „Nahrung“ zu entziehen.

### Organische Psychotherapie
Der verbale Anteil der Biodynamischen Arbeit wird als Organische Psychotherapie bezeichnet. Dabei werden die verbalen Techniken in enger Verknüpfung zur physisch-vegetativen Ebene angewandt. Wenn durch die vorangegangene Körperarbeit eine „energetische Durchlässigkeit“ vorhanden ist, wird der Patient eingeladen, alles, was ihm in den Sinn kommt, zu erforschen und Worte dafür zu finden. Ziel ist es, dass der Patient zu einem organisch verbundenen, von Gefühlen, Empfindungen und Gedanken oder Bildern bewegten Sprechen kommt. Der Therapeut achtet dabei weiterhin auf die jeweiligen Veränderungen im körperlichen Bereich.

## Wissenschaftliche Anerkennung
Die Frage der wissenschaftlichen, gesundheitspolitischen bzw. kassenrechtlichen Anerkennung ist nicht verbindlich geklärt.
In einer Stellungnahme der AOK aus dem Jahr 2011 wird zur Begründung der nicht gewährten Kostenübernahme auf fehlende wissenschaftliche Studien zur Wirksamkeit der Therapie verwiesen. Die Theorie einer Psychoperistaltik sei nicht wissenschaftlich begründbar und nicht nachvollziehbar.
Im Kontext psychotherapeutischer Weiterbildung in Deutschland werden Fortbildungen in Biodynamischer Psychotherapie hingegen von einigen Psychotherapeutenkammern anerkannt.
Im Jahr 2018 wurde von der Gesellschaft für Biodynamische Psychotherapie eine mehrjährige Studie zur Wirksamkeit ambulanter Biodynamischer Psychotherapie bei depressiven Erkrankungen veröffentlicht, die auf einer Fragebogenuntersuchung basiert.
In der Schweiz ist die Biodynamik nicht der Gruppe der Psychotherapien, sondern den Komplementärtherapien zugeordnet und als solche seit 2018 vom Staatssekretariat für Bildung, Forschung und Innovation (SBFI) anerkannt.

## Organisationen
In Deutschland wurde 1994 die Gesellschaft für Biodynamische Psychologie/Körperpsychotherapie e.V. mit Sitz in Augsburg gegründet. Sie organisiert Fachtagungen und veröffentlicht deren Beiträge als Tagungsjournale.
In der Schweiz wird die Biodynamik durch den Berufsverband Biodynamik Schweiz (BBS) mit Sitz in Bern vertreten.